# Pielle Livorno
La A.S.D. Pielle Livorno, nota anche come Pallacanestro Livorno o PL, è una storica squadra italiana di pallacanestro della città di Livorno.

## La storia

### Le origini
La Pallacanestro Livorno nasce nel 1960, i colori sono quelli attuali: bianco e azzurro. A favorire la creazione della squadra, è stata la compagnia portuali. Le origini della compagine tuttavia, si possono far risalire agli anni 50, con la creazione della Europa Nuova Pallacanestro Livorno da parte di fuoriusciti della Libertas Livorno.
Nel 1954-55, questa formazione vince il campionato di Serie B arrivando nella massima divisione nazionale denominata Elette. Retrocede dunque nel 1959 e viene così assorbita dalla Libertas.

### L'approdo nel secondo livello nazionale
Dopo la scomparsa dell'Europa P. Livorno, un gruppo di dirigenti decide, grazie al Centro Sportivo Italiano, di ridare vita alla società e partire dall'ultimo livello dell'ordinamento cestistico italiano, la Promozione.
Successivamente il roster si lega al dopolavoro portuale per conservare la Serie B, e così la Compagnia Lavoratori Portuali ed il Dott. Alfredo Damiani danno vita alla Pallacanestro Livorno Portuale che centra immediatamente la seconda serie nazionale, la Serie A.
Nel 1965, con la riforma dei campionati, la società è ammessa alla nuova Serie B.

### La A1 e la rivalità con la Libertas

Da sinistra: i cestisti Wendell Alexis (Libertas Livorno) e Rafael Addison (Pallacanestro Livorno) in un derby di Livorno del 1989.

Dal 1966, la società riprende il nome originale di Pallacanestro Livorno, mentre nel 1971 arriva il primo main sponsor per il roster livornese, Toncelli, che coinciderà con il ritorno in Serie B della squadra.
Nel 1978, scaturisce l’episodio che porterà alla acerrima rivalità tra Pielle e Libertas. Una inaspettata sconfitta della Libertas contro la Rodrigo Chieti infatti, costringe i Piellini proprio a uno spareggio contro gli abruzzesi con in palio la Serie A. 
Le Triglie persero lo spareggio e coniarono per i cugini uno slogan poco simpatico: "squadra di preti venduti a Chieti". La rivalità tra le due formazioni livornesi, al pari delle più note bolognesi, sarà tra le più accese della Serie A anni 80. Un altro episodio avvenne nel 1983-84 a causarlo fu Abdul Jeelani, che nello scagliare un pallone contro i tifosi Pielle dopo un acceso derby di Coppa Italia, colpì involontariamente una ragazzina con conseguente rissa in campo tra il giocatore e qualche tifoso.
Nella stagione 1979-80 arriva la promozione Serie A2, seguirà nel 1984-85 quella in A1.
Nel 1988-89 la Pielle retrocederà nuovamente in A2 dopo i play-out, nello stesso anno ci fu anche un non positivo esordio nella Coppa Korac.
Nel 1991 infine ci fu l’osteggiata fusione con la Libertas Livorno nella Libertas Pallacanestro Livorno, che di fatto fece scomparire la PL dal panorama professionistico nazionale.

### Dalla A.S.D. Pallacanestro Livorno alla Pielle Livorno
La Pallacanestro Livorno lascia il professionismo ma continua la sua attività iscrivendosi con i giovani al campionato di Promozione e disputando i campionati giovanili: nel 1992 arriva addirittura il titolo nazionale Allievi.
Al termine del campionato 1992-93 arriva la promozione in Serie D, poi nel 1993-94 arriva terza, ma con la riforma dei campionati beneficia del ripescaggio in serie C2. Nel 1998 arriva la promozione in C1 ed il ritorno nella pallacanestro si avvicina. Nel campionato di C1 1998-99 la Pielle passa la stagione tra primo e secondo posto e batte in finale Firenze per 2-0. Nella stagione successiva, in B2, vince 21 partite su 26, batte San Marino in finale e si guadagna il ritorno al professionismo con la promozione in B1. Ma i problemi finanziari restano una costante, ed arriva un nuovo fallimento.
Ripartita per l'ennesima volta dalla Promozione, la Pielle (ora A.S.D. Pielle Livorno) conquista la Serie D al termine della stagione 2006-07 mentre ritorna in Serie C2 dopo i play-off nella stagione 2013-14. Promossa in Serie C Gold nel 2015-2016, sfiora la Serie B per due stagioni consecutive perdendo la finale play-off contro gli acerrimi rivali della Libertas Livorno nel 2017 e contro la Virtus Siena nel 2018..
Nella stagione sportiva 2020/2021 la Pielle Livorno ottiene la promozione in Serie B con due giornate d'anticipo contro la Virtus Siena. Nella stagione 2021-22, la Pielle, al ritorno nei campionati nazionali dopo 18 anni, conquista la salvezza con una giornata d'anticipo, sfiorando la qualificazione play-off, mancata per le sconfitte nel derby cittadino contro la Polisportiva Libertas Livorno e quella casalinga contro Pavia.
Il 24 settembre 2023 vince la Supercoppa LNP di Serie B giocatasi al PalaTerme di Montecatini Terme battendo in finale la Tecnoswitch Ruvo di Puglia con il risultato di 88-78: la società ha il prestigio di essere la prima squadra cittadina ad essere riuscita a conquistare un trofeo nazionale.

## Organico

### Staff tecnico
- Allenatore:  Andrea Turchetto

## Cestisti

### Numeri ritirati
- 20  Rafael Addison[6]

## Palmarès

### Competizioni nazionali
- Serie B: 2

1962-63, 1979-80
- Supercoppa LNP di Serie B: 1

2023

### Competizioni regionali
- Serie C Gold: 1

2020-21

### Competizioni giovanili
Campionati italiani giovanili: 6
Under-21: 1980
Under-19 (Juniores): 1985
Under-17 (Cadetti): 1983
Under-15 (Allievi): 1998
Ragazzi: 1988, 1989

### Riconoscimenti individuali
MVP del campionato
 Mateo Chiarini: 1 (2023-2024)
MVP Supercoppa LNP
 Michele Rubbini: 1 (2023)

## Tifoseria

### Storia

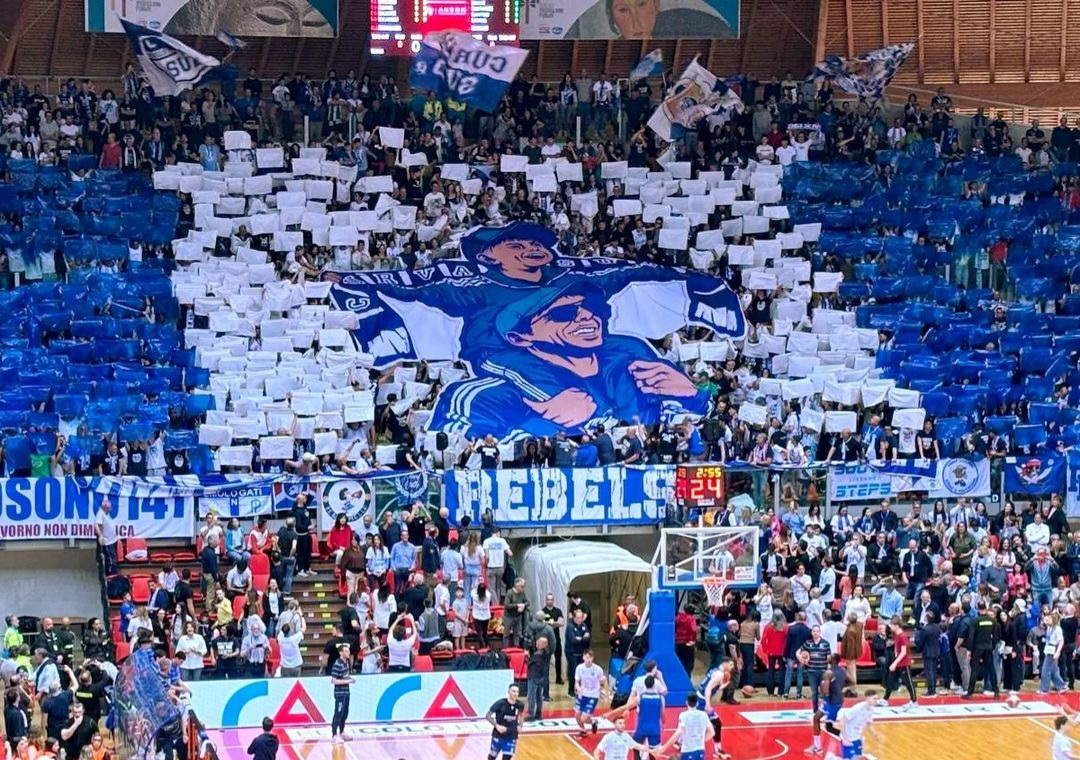
Il Modigliani Forum di Livorno in occasione del Derby di Serie B Nazionale tra Pielle e Libertas Livorno: qui è raffigurato il settore dei tifosi Pielle.

I Rebels Pielle 1985 (conosciuti anche col semplice nome Rebels) fondati nel 1985, sono il gruppo trainante della tifoseria pielleina, nonché uno dei gruppi ultras più longevi del panorama cestistico italiano. Il gruppo nacque dall'idea di cinque amici accomunati dalla passione per la Pallacanestro Livorno che sentivano la necessità di far fare un salto di qualità al tifo piellino creando un vero e proprio gruppo ultras. Inizialmente, non riuscendo a trovare un nome identificativo per il gruppo, ebbero l'idea di ispirarsi ad un noto adesivo molto in voga in città al tempo rappresentante una bandiera sudista (già apparsa in Curva Sud). Sopra questa bandiera c'era per l'appunto scritto "Rebels". L'idea fu subito presa al balzo in quanto evocava sia l'animo ribelle della tifoseria, sia per l'appunto l'appartenenza alla Curva Sud. Nacquero così i "Rebels", per la precisione RBA (Rebels Bianco Azzurri): i tifosi più giovani erano già stati spesso apostrofati così dal club ufficiale, il Basket Club, che sotto certi aspetti risultava essere però troppo formale per il taglio che si voleva dare; nonostante questo i rapporti col Club restarono comunque ottimali. 
Durante il corso degli anni la tifoseria si è contraddistinta per l'impegno sociale organizzando raccolte fondi, eventi benefici ed altre manifestazioni di beneficenza per la città.
Vi sono stati nel corso degli anni anche altri gruppi organizzati all'interno della tifoseria piellina come Banda Piellini, South Steps, Non omologati, Rude Fans, Balaustra Molesta, Rebels Girls, quest'ultimo come sotto gruppo dei Rebels ma di stampo interamente femminile.

### Gemellaggi e rivalità
La rivalità più sentita dai tifosi biancoazzurri è quella con l'altra squadra cittadina, la Libertas Livorno, con la quale disputa il derby di Livorno. La rivalità ha avuto il suo apice negli anni ottanta quando le due squadre militavano nella massima serie italiana di pallacanestro.
Tifoserie con buoni rapporti
- Basket Mestre
- Pall. Vigevano
- Fabriano Basket

Tifoserie rivali
- Libertas Livorno 1947
- Herons Montecatini
- Virtus Roma
- Legnano Basket
- Pall. Forlì 2.015
- A. Costa Imola